# Gonzalo Ruiz de Toledo
Gonzalo Ruiz de Toledo va ser el quart Senyor de la vila d'Orgaz (Toledo); va néixer a Toledo a mitjan segle xiii, durant el regnat d'Alfons el Savi, a les cases dels seus progenitors els senyors d'Orgaz, solar on els jesuïtes van construir en el segle xvii el seu convent i església dedicada a Sant Ildefons. Va morir a Toledo el 3 de desembre de 1323. Per expressa voluntat seva va ser enterrat a l'església de Santo Tomé de Toledo, (anomenada també de sant Tomàs Apòstol). La representació del seu enterrament està concretada en el quadre L'enterrament del comte d'Orgaz, obra de El Greco.

## El senyor d'Orgaz
Era descendent de dues il·lustres famílies: els Toledo i els Illán. Va ser el IV Senyor de la vila d'Orgaz, senyoriu creat el 1220 per Ferran III el Sant que va atorgar el títol al seu besavi Ferrán Yuanes beni Abd el Malik (conegut també com a Alfadilla). Els seus descendents van portar el mateix títol de senyor fins que el 1520 el rei Carles I d'Espanya va concedir el títol de Comte d'Orgaz a Álvaro Pérez de Guzmán, casat amb la neta de Gonzalo Ruiz de Toledo.
El senyor d'Orgaz va ser un bon polític i va gaudir de fama de bon cristià. Al seu càrrec, a Toledo, es van reedificar diverses esglésies, com San Justo y Pastor, San Bartolomé i Santo Tomé, lloc que seria la seva sepultura. També va crear el convent de San Agustín (agustinians descalços) a unes cases que va sol·licitar a la reina María de Molina ubicades cap a ponent, entre la porta del Cambrón i el pont de San Martín. Es va atorgar l'escriptura el 1311, a Valladolid. Va fundar el 1316 un hospital per a l'atenció de la malaltia del foc, a les seves cases de pagès situades al costat de l'ermita de San Eugenio, amb una dotació suficient per a la seva bona marxa. Es va anomenar Hospital de l'Abad Antonio.
Va ser alcalde de Toledo i «Notari Major del Regne» en temps de Sanç IV de Castella i Ferran IV de Castella. Gonzalo Ruiz de Toledo va ser sempre fidel a la reina Maria de Molina a qui va ajudar en la seva viduïtat i en aconseguir del papa la legitimació dels seus fills. D'altra banda va comptar amb l'estima de la reina que li va confiar la tutoria de la infanta Beatriu i més tard la tutoria del seu net Alfons XI de Castella, orfe de pare i mare.

## Enterrament i miracle

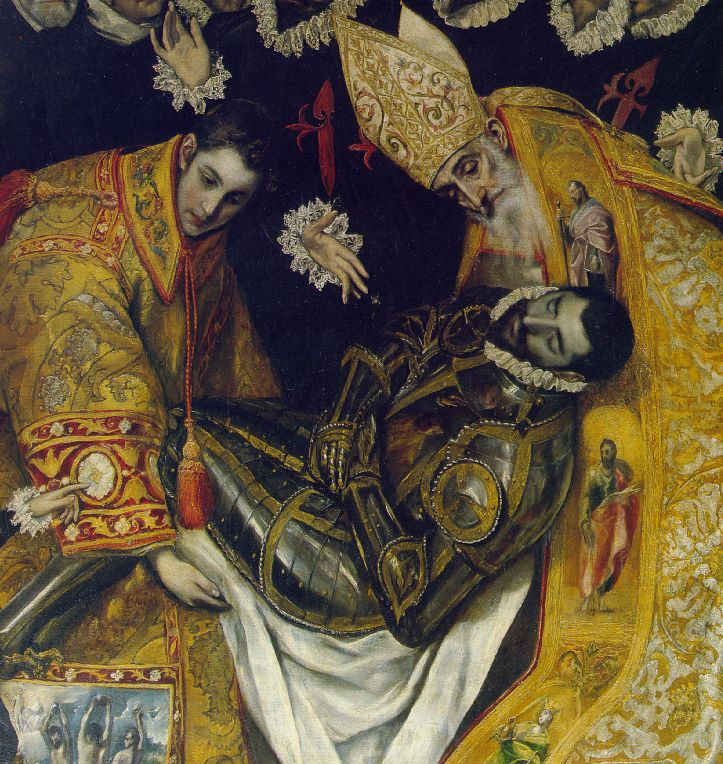
Imatge on s'aprecia el miracle del trasllat per sant Agustí i sant Esteve del cos del senyor d'Orgaz fins a la seva sepultura. Detall de la pintura L'enterrament del comte d'Orgaz per El Greco.

El senyor d'Orgaz era molt estimat i respectat a la ciutat de Toledo i ja en vida va tenir una certa fama de santedat. Al seu enterrament va acudir molta gent de la ciutat, el clergat, cavallers i nobles. Va ser enterrat amb gran solemnitat a l'església de sant Tomé, per voluntat pròpia expressada en el seu testament. Va escollir com última morada un racó humil de l'església, del costat de l'Epístola, al fons al costat de la porta. Després d'assistir als oficis propis del funeral, en prendre el seu cos per dipositar-lo en la sepultura que estava preparada, es va produir el miracle que la tradició oral toledana i la historiografia han perpetuat durant els segles següents. S'explica que es van acostar al cos mort els sants Agustí i Esteve i prenent-lo ells mateixos el van traslladar i el van dipositar al lloc convenient, pronunciant després aquestes paraules:
| « | Aquest guardó rep qui a Déu i als seus sants serveix. | » |

A continuació van desaparèixer. Aquest va ser el miracle, la narració del qual es va anar transmetent a través dels segles.
La teoria que el lloc de la sepultura era l'església de Santo Tomé, es va imposar enfront de l'afirmació que estava enterrat al convent de Sant Agustí; la dita teoria va poder corroborar-se científicament a partir de les recerques arqueològiques portades a terme a la Capella de la Concepción l'any 2001, en el qual es va descobrir materialment el sepulcre. Està situat a uns 50 cm per sota el nivell del terra, davant del quadre d'El Greco i pot contemplar-se la llosa original. Després dels treballs de restauració es va col·locar una placa de marbre de color gris donant les dades personals de Gonzalo Ruiz de Toledo.

Hi ha d'altres persones enterrades allà mateix entre les quals es troba la seva esposa, a la làpida de la qual es pot llegir:
| « | Aquí reposa la Senyora Maria González, filla de Fernán González de Mena, dona que va ser del senyor Gonzalo Ruiz. Aquesta Dueña va ser bona i honrada, i de bona vida, i serventa de Déu. Va finar al 15 de febrer era de 1346. | » |

### La capella de la Concepción

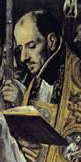
Andrés Núñez, rector de l'església de Santo Tomé de Toledo.

El rector de Santo Tomé (rector des de 1562 a 1601), Andrés Núñez de Madrid va voler exalçar la tomba del senyor d'Orgaz i per fer-ho va sol·licitar permís del governador de l'arquebisbat Gómez Tello Girón per fer una obra de millora en un lloc més honorable i traslladar el cadàver. Però la resposta va ser que «no era just que mans de pecadors mudessin cos que sants amb les seves havien tocat». La solució va ser renovar amb més dignitat el lloc de la sepultura, conegut com a capella de la Concepción. Aquest mateix rector va fer examinar els documents i justificacions del miracle, previ permís i Reial Cèdula del rei Felip II, que es trobaven (i es conserven) en l'Arxiu de Simancas. A continuació i amb el consentiment de l'arquebisbe Gaspar de Quiroga va encarregar al Greco la pintura amb la narració dels fets, pagant la suma de 1.200 ducats. Es va portar a terme l'obra el 1584. El Greco, va retratar a Andrés Núñez en la figura del capellà que resa el respons.

### Santedat
Des de la seva mort hi va haver una tendència espontània a venerar el seu sepulcre com si es tractés d'un sant consagrat. Tanmateix mai no ho va ser, perquè els decrets d'Urbà VIII (1634) prohibien donar culte als personatges que no tinguessin una antiguitat de cent anys o bé sol·licitar un procés de beatificació. Així i tot, cada any pel dia de sant Tomàs (21 de desembre) els toledans acudien no només a celebrar la festa d'aquest apòstol sinó a participar en el respons dedicat al senyor d'Orgaz i que es repetia tres vegades en tota la jornada: en acabar les vigílies solemnes, després de la missa major i a les postres de l'habitual dinar en el qual s'invitava a quaranta pobres.